# Gennaro Ursino
Gennaro Ursino (* um 1650 in Roio del Sangro (Chieti); † nach 1715 in Neapel) war ein italienischer Komponist der Neapolitanischen Schule.

## Leben und Wirken
Gennaro Ursino trat 1662 in das Conservatorio della Pietà dei Turchini ein, wo ihn unter anderem Giovanni Salvatore unterrichtete. Nach dieser Ausbildung wurde er 1673 Assistent von Francesco Provenzale, dem Nachfolger Salvatores. Von 1675, dem Jahr, in dem er die Priesterweihe erhielt, bis 1700 lehrte er als secondo maestro am Konservatorium. 1686 wurde er am Conservatorio dei Poveri di Gesù Cristo Assistent des Direktors Giovanni Salvatore. Nach dessen Tod 1688 wurde er selbst Direktor und hatte diese Position bis 1695 inne. Nach Provenzales Rücktritt war er von 1701 bis 1705 primo maestro. Darüber hinaus war er Kapellmeister am Jesuitenkolleg, der Basilica della Santissima Annunziata Maggiore und der Chiesa di Santa Maria in Portico. Zu seinen Schüler zählte Francesco Mancini.

## Werke (Auswahl)
Von Ursino wurden mehrere nicht mehr erhaltene Bühnenwerke aufgeführt. Des Weiteren sind Motetten und Werke für den kirchlichen Gebrauch bekannt. Einige mit konertierender Violinstimme, andere für drei oder vier Chöre.
- Pandora, 1690
- Il trionfo della croce nella vittoria di Costantino, Scherzo drammatico, Libretto: Giacomo Badiale, 1690, wiederaufgeführt 1701
- Iratus in coelos impetus, Armonica fabula, 1697